# 隆姓
隆姓（隆 古音：lum 力中切）是中文姓氏之一，在《百家姓》中排第368位。在现代是极罕见的姓氏。

## 起源
《姓氏考略》记载，春秋时鲁国有隆邑，当地人有以邑名为姓氏的。

## 郡望
- 南阳郡：战国时秦昭王置。

## 名人
- 隆光祖：明朝官员，曾任吏部尚书。
- 隆英：明朝官员，宣德年间举人，曾任南宫知县。
- 隆俊：明永乐年间举人。
- 隆成：明宣德年间举人，官至南宫县知县。
- 隆琦：明朝人，官至泰兴县知县。
- 隆锦：明朝人，官至山东诸城县知县。
- 隆宸翰：台灣人，藝人魏如萱前夫。結婚4年，2022年10月5日官宣離婚。

## 延伸阅读
[在维基数据编辑]
 《百家姓》
 《欽定古今圖書集成·明倫彙編·氏族典·隆姓部》，出自陈梦雷《古今圖書集成》